# نيروباما راو
نيروباما راو (بالإنجليزية: Nirupama Rao)‏ (6 ديسمبر 1950، مالابورام في الهند)؛ دبلوماسية، كاتِبة وشاعرة هندية. درست في جامعة بانجلور.